# John Fox (basket-ball)
Pour les articles homonymes, voir John Fox et Fox.
John Fox, né le 16 juillet 1965, à Philadelphie, en Pennsylvanie, est un ancien joueur américain de basket-ball. Il évolue au poste d'ailier.

## Palmarès
- CBA All-Rookie First Team 1988.